# X. legija Equestris
Deseta legija Equestris (latinsko Legio decima Equeastris, dob. 'deseta legija "konjeniška"'), rimska legija, ki jo je ustanovil Julij Cezar leta 61 pr. n. št., ko je bil guverner Zadnje Hispanije. Bila je prva legija, ki jo je ustanovil osebno Julij Cezar, in najbolj zanesljiva. Naziv "konjeniška" je dobila leta 58. pr. n. št., ko je Cezar del legionarjev iz X. legije domnevno posadil na konje, da bi med pogajanji prelisičil germanskega kralja Ariovista. X. konjeniška je bila v celi svoji zgodovini slavna, predvsem zaradi njene podobe v Cezarjevih Komentarjih galskih vojn in vidne vloge, ki jo je igrala v galskih vojnah. Legija je bila leta 45 pr. n. št. razpuščena. Del njenih vojakov, ki se je zatem vojskoval za Marka Antonija in Oktavijana, je bil ponovno razpuščen in se je kasneje vključil v X. legijo Gemina.

## Zgodovina

### Ustanovitev
Ko je Julij Cezar leta 61 pr. n. št. postal guverner Betike oziroma Zadnje Hispanije, se je takoj odločil, da bo osvojil ozemlje sedanje Portugalske. Na razpolago je imel VIII. legijo Augusta in IX. legijo Hispana, kateri je leta 65 pr. n. št. ustanovil Pompej Veliki. Cezar je za svoj načrtovani pohod potreboval še tretjo legijo. Ustanovil je X. legijo, ki je za svoj emblem privzela bika, Pohod se je začel poleti 61 pr. n. št. in bil zelo uspešen. X. legija se je izkazala za zelo pogumno in zvesto Juliju Cezarju.

### Galske vojne
X. legija je igrala ključno vlogo v galskih vojnah, v katerih je pod Cezarjevim poveljstvom sodelovala v skoraj vseh bitkah. 
Na začetku pohoda v Galijo je Cezar iz Hispanije pripeljal VII., VIII., IX. in X. legijo. Kmalu zatem se je X. legija poleti 58 pr. n. št. bojevala v dveh velikih bitkah. Najprej je porazila Helvete in jim preprečila selitev v zahodno Galijo, potem pa odbila napad Svebov pod poveljstvom njihovega kralja Ariovista. Ariovist je pred bitko predlagal mirovno konferenco in vztrajal, da mora obe pogajalski strani spremljati konjenica. Cezar je zato skupini galskih konjenikov vzel konje in nanje posadil legionarje iz X. legije, ki so ga spremljeli na mirovno konferenco. Legija je po tem dogodku dobila nadimek Konjeniška.  Eden od legionarjev je v šali rekel, da je Cezar v dejanjih celo boljši kot v besedah: obljubil jim je, da jih bo povzdignil v gardiste, v resni pa jih je povzdignil v viteze.
X. legija se je leta 57 pr. n. št. udeležila botke proti Nevijcem. Skupaj z IX. legijo je porazila Atrebate, odšla na pohod proti Belgom in zasedla njihov tabor. Iz tabora je opazila, v kako obupnem položaju sta XII. in VII. legija, in jim je hitro odšla na pomoč. Prekoračila je reko in od zadaj napadla Nervijce.

### Razpustitev
Leta 45 pr. n. št. je bila legija razpuščena in njeni veterani so dobili zemljišča v Narbonni v južni Galiji. 
Med državljansko vojno, ki je sledila Cezarjevemu uboju, je Lepid pozimi 44/43 pr. n. št. ponovno zbral X. legijo, ki se je zatem vojskovala za triumvirje do končne bitke pri Filipih. Veterani so zatem dobili zemljišča pri Cremoni. Iz napisov je razvidno, da se je takrat imenovala Veneria – vdana Veneri, mitski materi Julijanske dinastije (gens Julija).
X. je kasneje odšla z Markom Antonijem v Armenijo na pohod proti Partom. Med Antonijevo državljansko vojno se je vojskovala na njegovi strani do poraza v bitki pri Akciju, po katerem je presopila v Oktavijanovo vojsko. Veterani so se naselili v Patrasu. Ko se je legija pod Avgustom uprla, je bila razpuščena. Izgubila je naziv Konjeniška, njene legionarje pa so pomešali z vojaki iz drugih legiji in jo preimenovali v X. legija Gemina.

### Primarni viri
- Julij Cezar, Komentarji galskih vojn.

### Sekundarni viri
- S. Dando-Collins (2002), Caesar's Legion: The Epic Saga of Julius Caesar's Elite 10th Legion and the Armies of Rome, Wiley.
- L. Keppie, The Making of the Roman Army. From Republic to Empire, University of Oklaoma Press, 1984, str. 132–149.
- J. Lendering, Legio X Gemina, livius.org Arhivirano 2015-05-03 na Wayback Machine..
- Ritterling's Legio, Legio X Veneria.